# Nipponotusukuru spiniger
Nipponotusukuru spiniger är en spindelart som beskrevs av Saito och Ono 200. Nipponotusukuru spiniger ingår i släktet Nipponotusukuru och familjen täckvävarspindlar. Inga underarter finns listade i Catalogue of Life.